# Verein für Leibesübungen Bochum 1848 1999-2000
Questa voce raccoglie le informazioni riguardanti il Verein für Leibesübungen Bochum 1848 nelle competizioni ufficiali della stagione 1999-2000.

## Stagione
Nella stagione 1999-2000 il Bochum, allenato da Ernst Middendorp, Bernard Dietz e Ralf Zumdick, concluse il campionato di 2. Bundesliga al 2º posto e fu promosso in Bundesliga. In Coppa di Germania il Bochum fu eliminato ai quarti di finale dal Werder Brema.

## Rosa
| N. |                        | Ruolo | Calciatore              |
| -- | ---------------------- | ----- | ----------------------- |
| 1  | Paesi Bassi (bandiera) | P     | Rein van Duijnhoven     |
| 2  | Croazia (bandiera)     | D     | Samir Toplak            |
| 3  | Germania (bandiera)    | D     | Sven Boy                |
| 4  | Germania (bandiera)    | D     | Axel Sundermann         |
| 5  | Germania (bandiera)    | D     | Thomas Reis             |
| 6  | Germania (bandiera)    | C     | Matthias Lust           |
| 7  | Germania (bandiera)    | C     | Peter Peschel           |
| 8  | Germania (bandiera)    | C     | Sebastian Schindzielorz |
| 9  | Germania (bandiera)    | A     | Achim Weber             |
| 10 | Turchia (bandiera)     | C     | Yıldıray Baştürk        |
| 11 | Sudafrica (bandiera)   | A     | Delron Buckley          |
| 12 | Germania (bandiera)    | C     | Thomas Stickroth        |
| 13 | Germania (bandiera)    | D     | Frank Fahrenhorst       |
| 14 | Germania (bandiera)    | C     | Mike Rietpietsch        |
| 15 | Germania (bandiera)    | C     | Olaf Schreiber          |

| N. |                       | Ruolo | Calciatore         |
| -- | --------------------- | ----- | ------------------ |
| 16 | Germania (bandiera)   | D     | Hilko Ristau       |
| 17 | Polonia (bandiera)    | A     | Henryk Bałuszyński |
| 18 | Italia (bandiera)     | C     | Giovanni Federico  |
| 19 | Montenegro (bandiera) | A     | Zdravko Drinčić    |
| 20 | Germania (bandiera)   | C     | Björn Joppe        |
| 21 | Germania (bandiera)   | P     | Thomas Ernst       |
| 22 | Germania (bandiera)   | A     | René Müller        |
| 23 | Germania (bandiera)   | D     | Mirko Dickhaut     |
| 24 | Germania (bandiera)   | D     | Michael Bemben     |
| 25 | Germania (bandiera)   | C     | Jan Majewski       |
| 26 | Polonia (bandiera)    | A     | Jacek Ratajczak    |
| 27 | Croazia (bandiera)    | A     | Marijo Marić       |
| 29 | Germania (bandiera)   | A     | Sascha Siebert     |
| 30 | Germania (bandiera)   | C     | Paul Freier        |
| 31 | Germania (bandiera)   | P     | Stefan Wächter     |

## Organigramma societario
Area tecnica
- Allenatore: Ralf Zumdick
- Allenatore in seconda: Frank Heinemann
- Preparatore dei portieri:
- Preparatori atletici:

## Calciomercato

### Sessione estiva
| Acquisti | Acquisti                       | Acquisti          | Acquisti |
| R.       | Nome                           | da                | Modalità |
| -------- | ------------------------------ | ----------------- | -------- |
| A        | Henryk Bałuszyński             | Arminia Bielefeld |          |
| D        | Sven Boy                       | Arminia Bielefeld |          |
| C        | Giovanni Federico (calciatore) | Bochum (juniores) |          |
| C        | Matthias Lust                  | Unterhaching      |          |
| A        | René Müller                    | Preußen Münster   |          |
| C        | Mike Rietpietsch               | Friburgo          |          |
| D        | Hilko Ristau                   | Wattenscheid 09   |          |
| A        | Sascha Siebert                 | CSC 03 Kassel     |          |
| P        | Rein van Duijnhoven            | MVV               |          |
| A        | Achim Weber                    | RW Oberhausen     |          |

| Cessioni | Cessioni         | Cessioni              | Cessioni |
| R.       | Nome             | a                     | Modalità |
| -------- | ---------------- | --------------------- | -------- |
| D        | Michael Bemben   | Bochum II             |          |
| C        | Maurizio Gaudino | Antalyaspor           |          |
| A        | Neşat Gülünoğlu  | Roma                  |          |
| C        | Norbert Hofmann  | Saarbrücken           |          |
| A        | Viorel Ion       | Gloria Buzău          |          |
| P        | Maik Kischko     | Kickers Stoccarda     |          |
| D        | Torsten Kracht   | Eintracht Francoforte |          |
| C        | Mehdi Mahdavikia | Amburgo               |          |
| C        | Jan Majewski     | Bochum II             |          |
| C        | Kai Michalke     | Hertha Berlino        |          |
| D        | Alen Petrović    | Slaven Belupo         |          |
| D        | Tomasz Wałdoch   | Schalke 04            |          |
| C        | Andreas Zeyer    | Friburgo              |          |

### Sessione invernale
| Acquisti | Acquisti     | Acquisti   | Acquisti |
| R.       | Nome         | da         | Modalità |
| -------- | ------------ | ---------- | -------- |
| A        | Marijo Marić | Reutlingen |          |

| Cessioni | Cessioni | Cessioni | Cessioni |
| R.       | Nome     | a        | Modalità |
| -------- | -------- | -------- | -------- |

## Risultati

### 2. Bundesliga

#### Girone di andata
| Arbitro: | Fleischer |

|           |           |                                       |
| Krieg 90’ | Marcatori | 10’ (rig.) Weber 47’ Lust 90’ Peschel |

| Arbitro: | Koop |

|                                                                     |           |  |
| Heeren 12’ (aut.) Peschel 48’ Buckley 60’ Bałuszyński 71’ Weber 76’ | Marcatori |  |

| Amburgo 29 agosto 1999, ore 15:00 CEST 3ª giornata | St. Pauli   | 0 – 0 referto | Bochum | Millerntor-Stadion (14 863 spett.)\| Arbitro: \| Blumenstein \| |
| Arbitro:                                           | Blumenstein |               |        |                                                                 |

| Arbitro: | Wendorf |

|                      |           |                          |
| Weber 21’ Ristau 53’ | Marcatori | 31’ Azizi 60’, 68’ Kurth |

| Arbitro: | Perl |

|                                          |           |  |
| Lipinski 13’, 64’ (rig.) Vier 89’ (rig.) | Marcatori |  |

| Arbitro: | Gagelmann |

|           |           |                              |
| Weber 66’ | Marcatori | 12’ Sbordone 64’ Meichelbeck |

| Stoccarda 3 ottobre 1999, ore 15:00 CEST 7ª giornata | Kickers Stoccarda | 0 – 0 referto | Bochum | Waldau-Stadion (3 317 spett.)\| Arbitro: \| Hufgard \| |
| Arbitro:                                             | Hufgard           |               |        |                                                        |

| Arbitro: | Sippel |

|                                  |           |                                                      |
| Bałuszyński 66’ Weber 76’ (rig.) | Marcatori | 34’ Latoundji 57’ Heidrich 61’ Wawrzyczek 77’ Helbig |

| Arbitro: | Steinborn |

|                       |           |                                                         |
| Weber 29’ Peschel 72’ | Marcatori | 1’, 85’, 90’ Rösler 38’ Tredup 41’ Kir'jakov 57’ Copado |

| Arbitro: | Schößling |

|  |           |             |
|  | Marcatori | 37’ Baştürk |

| Arbitro: | Weiner |

|                  |           |  |
| Peschel 26’, 50’ | Marcatori |  |

| Arbitro: | Kreyer |

|                      |           |                  |
| Bundea 52’ Simon 54’ | Marcatori | 66’ (rig.) Weber |

| Arbitro: | Lange |

|                                     |           |  |
| Weber 51’, 73’ Vardanyan 87’ (aut.) | Marcatori |  |

| Arbitro: | Kircher |

|  |           |             |
|  | Marcatori | 44’ Buckley |

| Arbitro: | Wezel |

|                                      |           |           |
| Schindzielorz 24’ Stoilov 90’ (aut.) | Marcatori | 39’ Leitl |

| Arbitro: | Frank |

|                            |           |                           |
| Dittgen 58’, 72’ Skela 68’ | Marcatori | 9’ Peschel 41’, 70’ Weber |

| Arbitro: | Schütz |

|                         |           |                 |
| Peschel 42’ Baştürk 52’ | Marcatori | 47’ Milovanovic |

#### Girone di ritorno
| Arbitro: | Stark |

|                          |           |           |
| Peschel 36’ Dickhaut 76’ | Marcatori | 64’ Krieg |

| Arbitro: | Schmidt |

|  |           |             |
|  | Marcatori | 90’ Peschel |

| Arbitro: | Margenberg |

|                      |           |  |
| Peschel 76’ Lust 87’ | Marcatori |  |

| Arbitro: | Jansen |

|                                  |           |  |
| Timm 36’ Springer 62’ Donkov 77’ | Marcatori |  |

| Arbitro: | Schößling |

|           |           |  |
| Weber 85’ | Marcatori |  |

| Arbitro: | Anklam |

|                      |           |                        |
| Walther 26’ Türr 77’ | Marcatori | 16’ Bemben 35’ Baştürk |

| Arbitro: | Hilmes |

|                     |           |              |
| Weber 50’ Marić 52’ | Marcatori | 84’ Kümmerle |

| Arbitro: | Hauer |

|          |           |           |
| Rath 82’ | Marcatori | 17’ Weber |

| Arbitro: | Kircher |

|  |           |                                             |
|  | Marcatori | 48’ Ristau 61’ Müller 64’ Peschel 69’ Marić |

| Arbitro: | Weiner |

|                       |           |                           |
| Weber 33’ Baştürk 72’ | Marcatori | 45’ van Lent 79’ Ketelaer |

| Arbitro: | Blumenstein |

|                              |           |                       |
| Vata 42’, 83’ Licht 55’, 78’ | Marcatori | 53’ Baştürk 54’ Marić |

| Arbitro: | Perl |

|                                                                         |           |                 |
| Peschel 7’, 88’ Kolinger 45’ (aut.) Dickhaut 70’ Buckley 72’ Toplak 78’ | Marcatori | 41’ (rig.) Dama |

| Arbitro: | Schößling |

|                       |           |                                   |
| Ibrahim 70’ Catic 85’ | Marcatori | 34’ Weber 53’ Baştürk 65’ Peschel |

| Arbitro: | Hauer |

|  |           |             |
|  | Marcatori | 37’ Demandt |

| Arbitro: | Berg |

|  |           |                 |
|  | Marcatori | 83’ Bałuszyński |

| Arbitro: | Kammerer |

|                                                         |           |           |
| Weber 9’, 25’ Schindzielorz 29’ Peschel 69’ Baştürk 77’ | Marcatori | 15’ Kujat |

| Arbitro: | Schmidt |

|                                 |           |                                |
| Blank 29’ Keïta 76’ Morinas 90’ | Marcatori | 15’ Marić 58’ Ristau 87’ Weber |

### Coppa di Germania
| Arbitro: | Berg |

|                      |           |                                        |
| Marić 11’ Djappa 36’ | Marcatori | 9’ Baştürk 20’ Buckley 55’ Bałuszyński |

| Arbitro: | Stark |

|                                                        |                      |                                              |
| Baştürk 70’                                            | Marcatori            | 86’ Spies                                    |
| Reis Rietpietsch Stickroth Lust Weber Buckley Dickhaut | Tiri di rigore 6 – 5 | Hirsch Beierle Zeyer Hajto Voss Neun Wolters |

| Arbitro: | Wagner |

|                                                    |           |                                                  |
| Weber 41’, 43’ Peschel 47’ (rig.) Baştürk 58’, 90’ | Marcatori | 28’ Feldhoff 40’ Thomsen 55’, 84’ (rig.) Akonnor |

| Arbitro: | Merk |

|           |           |                 |
| Weber 63’ | Marcatori | 79’, 87’ Ailton |

## Statistiche

### Statistiche di squadra
| Competizione      | Punti | In casa | In casa | In casa | In casa | In casa | In casa | In trasferta | In trasferta | In trasferta | In trasferta | In trasferta | In trasferta | Totale | Totale | Totale | Totale | Totale | Totale | DR  |
| Competizione      | Punti | G       | V       | N       | P       | Gf      | Gs      | G            | V            | N            | P            | Gf           | Gs           | G      | V      | N      | P      | Gf     | Gs     | DR  |
| ----------------- | ----- | ------- | ------- | ------- | ------- | ------- | ------- | ------------ | ------------ | ------------ | ------------ | ------------ | ------------ | ------ | ------ | ------ | ------ | ------ | ------ | --- |
| 2. Bundesliga     | 61    | 17      | 11      | 1       | 5       | 41      | 24      | 17           | 7            | 6            | 4            | 26           | 24           | 34     | 18     | 7      | 9      | 67     | 48     | +19 |
| Coppa di Germania | -     | 3       | 1       | 1       | 1       | 7       | 7       | 1            | 1            | 0            | 0            | 3            | 2            | 4      | 2      | 1      | 1      | 10     | 9      | +1  |
| Totale            | 61    | 20      | 12      | 2       | 6       | 48      | 31      | 18           | 8            | 6            | 4            | 29           | 26           | 38     | 20     | 8      | 10     | 77     | 57     | +20 |

### Andamento in campionato
| Giornata  | 1 | 2 | 3 | 4 | 5 | 6  | 7  | 8  | 9  | 10 | 11 | 12 | 13 | 14 | 15 | 16 | 17 | 18 | 19 | 20 | 21 | 22 | 23 | 24 | 25 | 26 | 27 | 28 | 29 | 30 | 31 | 32 | 33 | 34 |
| --------- | - | - | - | - | - | -- | -- | -- | -- | -- | -- | -- | -- | -- | -- | -- | -- | -- | -- | -- | -- | -- | -- | -- | -- | -- | -- | -- | -- | -- | -- | -- | -- | -- |
| Luogo     | T | C | T | C | T | C  | T  | C  | C  | T  | C  | T  | C  | T  | C  | T  | C  | C  | T  | C  | T  | C  | T  | C  | T  | T  | C  | T  | C  | T  | C  | T  | C  | T  |
| Risultato | V | V | N | P | P | P  | N  | P  | P  | V  | V  | P  | V  | V  | V  | N  | V  | V  | V  | V  | P  | V  | N  | V  | N  | V  | N  | P  | V  | V  | P  | V  | V  | N  |
| Posizione | 3 | 1 | 3 | 6 | 8 | 10 | 12 | 14 | 15 | 12 | 11 | 11 | 9  | 8  | 5  | 5  | 3  | 3  | 2  | 2  | 2  | 2  | 2  | 2  | 2  | 2  | 2  | 2  | 2  | 2  | 2  | 2  | 2  | 2  |

Legenda:

Luogo: C = Casa; T = Trasferta. Risultato: V = Vittoria; N = Pareggio; P = Sconfitta.

### Statistiche dei giocatori
!! colspan="4" | Totale

| Giocatore         | 2. Bundesliga | 2. Bundesliga | 2. Bundesliga | 2. Bundesliga | Coppa di Germania H. Bałuszyński | Coppa di Germania H. Bałuszyński | Coppa di Germania H. Bałuszyński | Coppa di Germania H. Bałuszyński | 13       | 3    | 1           | 0          | 1 | 1 | 0 | 0 | 14 | 4 | 1 | 0 |
| Giocatore         | Presenze      | Reti          | Ammonizioni   | Espulsioni    | Presenze                         | Reti                             | Ammonizioni                      | Espulsioni                       | Presenze | Reti | Ammonizioni | Espulsioni |   |   |   |   |    |   |   |   |
| Y. Baştürk        | 30            | 7             | 7             | 0             | 4                                | 4                                | 1                                | 0                                | 34       | 11   | 8           | 0          |   |   |   |   |    |   |   |   |
| M. Bemben         | 28            | 1             | 5             | 0             | 3                                | 0                                | 0                                | 0                                | 31       | 1    | 5           | 0          |   |   |   |   |    |   |   |   |
| S. Boy            | 7             | 0             | 1             | 0             | 1                                | 0                                | 0                                | 0                                | 8        | 0    | 1           | 0          |   |   |   |   |    |   |   |   |
| D. Buckley        | 33            | 3             | 3             | 0             | 4                                | 1                                | 0                                | 0                                | 37       | 4    | 3           | 0          |   |   |   |   |    |   |   |   |
| M. Dickhaut       | 31            | 2             | 3             | 0             | 4                                | 0                                | 1                                | 0                                | 35       | 2    | 4           | 0          |   |   |   |   |    |   |   |   |
| Z. Drinčić        | 5             | 0             | 1             | 0             | 0                                | 0                                | 0                                | 0                                | 5        | 0    | 1           | 0          |   |   |   |   |    |   |   |   |
| T. Ernst          | 18            | 0             | 0             | 0             | 3                                | 0                                | 0                                | 0                                | 21       | 0    | 0           | 0          |   |   |   |   |    |   |   |   |
| F. Fahrenhorst    | 4             | 0             | 1             | 1             | 0                                | 0                                | 0                                | 0                                | 4        | 0    | 1           | 1          |   |   |   |   |    |   |   |   |
| G. Federico       | 0             | 0             | 0             | 0             | 0                                | 0                                | 0                                | 0                                | 0        | 0    | 0           | 0          |   |   |   |   |    |   |   |   |
| P. Freier         | 6             | 0             | 0             | 0             | 0                                | 0                                | 0                                | 0                                | 6        | 0    | 0           | 0          |   |   |   |   |    |   |   |   |
| B. Joppe          | 1             | 0             | 0             | 0             | 0                                | 0                                | 0                                | 0                                | 1        | 0    | 0           | 0          |   |   |   |   |    |   |   |   |
| M. Lust           | 19            | 2             | 5             | 0             | 3                                | 0                                | 0                                | 0                                | 22       | 2    | 5           | 0          |   |   |   |   |    |   |   |   |
| J. Majewski       | 1             | 0             | 0             | 0             | 0                                | 0                                | 0                                | 0                                | 1        | 0    | 0           | 0          |   |   |   |   |    |   |   |   |
| M. Marić          | 18            | 4             | 2             | 0             | 0                                | 0                                | 0                                | 0                                | 18       | 4    | 2           | 0          |   |   |   |   |    |   |   |   |
| R. Müller         | 9             | 1             | 2             | 1             | 3                                | 0                                | 0                                | 0                                | 12       | 1    | 2           | 1          |   |   |   |   |    |   |   |   |
| P. Peschel        | 34            | 15            | 3             | 0             | 3                                | 1                                | 1                                | 0                                | 37       | 16   | 4           | 0          |   |   |   |   |    |   |   |   |
| J. Ratajczak      | 0             | 0             | 0             | 0             | 0                                | 0                                | 0                                | 0                                | 0        | 0    | 0           | 0          |   |   |   |   |    |   |   |   |
| T. Reis           | 18            | 0             | 1             | 0             | 4                                | 0                                | 1                                | 0                                | 22       | 0    | 2           | 0          |   |   |   |   |    |   |   |   |
| M. Rietpietsch    | 8             | 0             | 1             | 0             | 2                                | 0                                | 1                                | 0                                | 10       | 0    | 2           | 0          |   |   |   |   |    |   |   |   |
| H. Ristau         | 23            | 3             | 5             | 0             | 3                                | 0                                | 1                                | 0                                | 26       | 3    | 6           | 0          |   |   |   |   |    |   |   |   |
| S. Schindzielorz  | 29            | 2             | 7             | 0             | 3                                | 0                                | 0                                | 0                                | 32       | 2    | 7           | 0          |   |   |   |   |    |   |   |   |
| O. Schreiber      | 10            | 0             | 2             | 1             | 1                                | 0                                | 0                                | 0                                | 11       | 0    | 2           | 1          |   |   |   |   |    |   |   |   |
| S. Siebert        | 0             | 0             | 0             | 0             | 0                                | 0                                | 0                                | 0                                | 0        | 0    | 0           | 0          |   |   |   |   |    |   |   |   |
| T. Stickroth      | 31            | 0             | 3             | 0             | 3                                | 0                                | 2                                | 0                                | 34       | 0    | 5           | 0          |   |   |   |   |    |   |   |   |
| A. Sundermann     | 25            | 0             | 3             | 1             | 4                                | 0                                | 0                                | 0                                | 29       | 0    | 3           | 1          |   |   |   |   |    |   |   |   |
| S. Toplak         | 15            | 1             | 1             | 0             | 1                                | 0                                | 0                                | 0                                | 16       | 1    | 1           | 0          |   |   |   |   |    |   |   |   |
| A. Weber          | 31            | 19            | 8             | 0             | 4                                | 3                                | 2                                | 0                                | 35       | 22   | 10          | 0          |   |   |   |   |    |   |   |   |
| S. Wächter        | 0             | 0             | 0             | 0             | 0                                | 0                                | 0                                | 0                                | 0        | 0    | 0           | 0          |   |   |   |   |    |   |   |   |
| R. van Duijnhoven | 16            | 0             | 1             | 0             | 1                                | 0                                | 1                                | 0                                | 17       | 0    | 2           | 0          |   |   |   |   |    |   |   |   |